# Heinrich Roth (Indologe)
Heinrich Roth SJ (* 18. Dezember 1620 in Dillingen an der Donau; † 20. Juni 1668 in Agra, Indien; auch Henricus Rodius oder Henrique Roa) war ein deutscher Jesuit und Missionar. Durch seine Sanskritstudien wurde er zum Pionier der modernen Indologie.

## Leben

### Jugend und Studium
Heinrich Roth wurde 1620 als Sohn des Doktors beider Rechte und fürstbischöflichen Amtmanns Konrad Roth († 1637) und seiner Frau Maria Susanne († nach 1664) in Dillingen geboren, wo er auch die Schule besuchte. Ab 1635 studierte er zunächst Rhetorik an der jesuitischen Universität Dillingen, dann Philosophie am Innsbrucker Jesuitenkolleg, bevor er am 25. Oktober 1639 in Landsberg dem Jesuitenorden beitrat. Von 1641 bis 1645 lehrte er als Magister an den Universitäten von München und Ingolstadt. 1645 begann er wiederum in Dillingen ein Theologiestudium, das er 1649 in Ingolstadt abschloss. Noch im selben Jahr – am 29. Mai 1649 – empfing er in Eichstätt die Priesterweihe.

### Reise nach Indien und erste Sanskritstudien (1650–1662)
Im Jahre 1649 wurde Roth (zusammen mit Franz Storer) vom Jesuitengeneral Francesco Piccolomini der äthiopischen bzw. indischen Mission zugeteilt. Über Italien gelangten die beiden Jesuiten zunächst nach Smyrna (1650) und von dort auf dem Landweg über Isfahan in die damalige portugiesische Kolonie Goa (1652), die erste missionarische Wirkungsstätte von Roth. Auf der Insel Salsette arbeitete Roth zeitweise auch als Portugiesisch-Dolmetscher, bevor er als Gesandter eines Regionalfürsten über Stationen in Srinagar und Uttarakhand schließlich 1654 nach Agra an die Residenz der Großmoguln gelangte. Dort war er außer als Missionar und Seelsorger auch als Arzt und Lehrer tätig; um 1659 übernahm Roth das Rektorat des Jesuitenkollegs von Agra, das zeitweise unter gegen Christen und Hindus gleichermaßen gerichtete Verfolgungen durch die Großmoguln zu leiden hatte. Neben Kannaresisch, Hindustani und Persisch erlernte Roth in einem mehrjährigen Studium bei einheimischen Pandits auch die Grundlagen des klassischen Sanskrit und widmete sich eigenen Studien der indischen Grammatik und Literatur. Am Kaiserhof lernte er den französischen Philosophen und Mediziner François Bernier kernen, der als Leibarzt des Großmoguls Aurangzeb tätig war und sich von Roths Kenntnissen der indischen Kultur beeindruckt zeigte 
.

### Reise nach Europa (1662–1665)
Gemeinsam mit seinem österreichischen Ordensbruder Johann Grueber, der auf dem Rückweg vom chinesischen Kaiserhof in Peking nach Agra gekommen war, reiste Roth 1662 wiederum auf dem Landweg, diesmal über Kabul, nach Europa, wo die beiden am 20. Februar 1664 in Rom eintrafen. Ihre detaillierte Reiseschilderung veröffentlichte der dortige Universalgelehrte Athanasius Kircher 1667 in seiner Enzyklopädie China illustrata. In Neuburg hielt Roth 1664 einige öffentliche Vorträge über Geschichte und Kultur des Mogulreiches, die 1665 in gekürzter Form gedruckt wurden. Am Kaiserhof in Wien warb er bei Leopold I. erfolgreich um finanzielle Unterstützung für die Drucklegung einer von ihm verfassten Grammatik des Sanskrit; eine Publikation scheiterte jedoch am Widerstand des jesuitischen Ordensgenerals Giovanni Paolo Oliva.

### Rückkehr nach Indien und Tod (1665–1668)
Von Oliva damit beauftragt, eine nepalesische Jesuitenmission aufzubauen, reiste Roth 1665 zunächst zusammen mit Grueber nach Konstantinopel, wo der Gefährte zurückblieb, während Roth 1666 über Surat an seine frühere Wirkungsstätte in Agra zurückkehrte. Dort starb er am 20. Juni 1668, ohne mit der Umsetzung seines Auftrags begonnen zu haben. Sein Grabmal in der Padri-Santos-Kapelle des Vororts Lashkarpur ist erhalten.

## Werk und Bedeutung
Heinrich Roths um 1660 in lateinischer Sprache entstandene Grammaticca linguae Sanscretanae Brachmanum Indiae Orientalis, deren Manuskript sich heute in der italienischen Nationalbibliothek in Rom befindet, war die erste von einem Europäer verfasste Sanskrit-Grammatik und begründete seinen Ruf als Wegbereiter der modernen Indologie. Gleiches gilt für seine erhaltenen Vorarbeiten zu einem Sanskrit-lateinischen Wörterbuch und einem Abriss der indischen Vedanta-Philosophie, die den ersten Versuch darstellten, Hindustani in lateinischer Umschrift wiederzugeben. Weitere seiner Forschungen, unter anderem zur Devanagari-Schrift, zur Gottheit Vishnu und zur Indienreise des Apostels Thomas, fanden Eingang in Athanasius Kirchers China illustrata. Ferner sind 35 Briefe Roths überliefert, die er aus Indien und während seiner Reisen nach Europa schrieb.

## Schriften
- Arnulf Camps/Jean-Claude Muller (Hrsg.): The Sanskrit grammar and manuscripts of Father Heinrich Roth, S.J. (1620–1668). Facsimile edition of Biblioteca Nazionale, Rome, Mss. Or. 171 and 172. Brill, Leiden 1988. ISBN 90-04-08608-0. (mit Werkverzeichnis).